# Kurt Thut
Kurt Thut (* 1931 in Möriken; † 2011) war ein Schweizer Möbelkonstrukteur, Innenarchitekt und Designer.

## Leben
Kurt Thut erlernte 1947–1950 im Betrieb seines Vaters das Schreinerhandwerk. Ab 1952 bis 1955 bildete er sich bei Willy Guhl und Hans Fischli an der Kunstgewerbeschule Zürich als Innenarchitekt und Designer weiter. Zwei Jahre arbeitete er im Büro von Hans Fischli in Zürich und war von 1958 bis 1961 Assistent an der Fachklasse Innenausbau der KGS Zürich. Ab dann lebte er in Zürich als Architekt und Gestalter mit eigenem Büro. Mit Robert und Trix Hausmann, Hans Eichenberger und Teo Jakob gründete er 1958 das «Swiss Design». Ab 1953 veränderte er den väterlichen Betrieb mit seinen in seiner Ausbildung erworbenen Ideen grundsätzlich. 1958 wurde nach seinen Plänen eine Fabrikationshalle gebaut. 1970 gründete Kurt Thut dann die Thut AG in Möriken, die er als Siebzigjähriger seinen Söhnen übertrug. Er war bis zuletzt aktiv am Firmengeschehen beteiligt und starb 2011 kurz vor seinem achtzigsten Geburtstag.

## Werk
Der moderne Nierentisch-Stil der fünfziger Jahre und die üblichen massiven Schreinermöbel dieser Zeit widerstrebten den Idealen des vom Bauhausstil und Mies van der Rohe beeinflussten jungen Architekten. Es entstanden nach seinen Entwürfen Inneneinrichtungen, sowie Sitz- und Schrankmöbel, die er möglichst selbst herstellte. Als Hochbauten verwirklichte er die eigenen Fabrikations- und Ausstellungshallen und drei mit Faserbetonplatten verkleidete Einfamilienhäuser. Mit dem Eintritt der Söhne in die Firma wurden zusätzlich neue Materialien und Herstellungsmethoden eingeführt.

### Neuentwürfe
- 1953 Ladenumbau Möbelgenossenschaft Zürich (Einbau von Decken und Wänden)
- 1953 bis 1954 Korpusse aus Ahornholz und farbig lackierten Pavatex-Platten. Schreibtisch und Drehklapptisch. Fauteuils mit Rundeisengestell und verleimter Sperrholz- und gepolsterter Blechschale. Holzstühle mit beweglichem Rücken, mit Segeltuch oder Jonc-Geflecht bespannt. Holzauszugtisch
- 1955 Ladenumbau Theo Jakob Bern (Einbau Leuchtdecke)
- 1956–1958 Fauteuils mit festem Polster und verschraubten Stahlprofilen, Sofa- und Schreibtische. Korpus aus Alu-Profilen, Fauteuils aus Stahlrohren und gepressten Sperrholzschalen mit Kissenauflage
- 1958 Inneneinrichtung Maison de Loëx
- 1958 Werkstattgebäude, Thut AG, Möriken
- 1958–1963 Weiterentwickelte Tische und Sitzmöbel
- 1963 Einfamilienhaus der Eltern
- 1967 Einfamilienhaus Amstutz, Nyon
- 1973 Einfamilienhaus Bürge, Uhwiesen
- 1973–1976 Schiebetüren-Schränke und Bett aus massiven Hölzern
- 1981 Ausstellungs- und Bürogebäude der Thut AG, Möriken
- 1981–1983 Regale, Schränke mit Falttüren, mit Rollladen. Stühle aus Materialkombinationen und Acrylglas ohne Verleimung, mit vertikaler Zugstangen Konstruktion
- 1989–1995 Scherenbett[1]
- 1993 Folienschrank 385[2]
- 1993 Tischserie Alu 3-6[3]

## Auszeichnungen
- Aargauer Heimatschutzpreis 2008Laudatio
- Eidgenössischer Preis für Design 2009